# Bořivoj
Bořivoj  è un nome proprio di persona ceco maschile.

## Varianti in altre lingue
- Polacco: Borzywoj
- Serbo: Борживој (Borživoj), Боривоје (Borivoje)

## Origine e diffusione
È composto dai termini slavi borti ("battaglia") e voji ("soldato"). Il primo elemento si ritrova anche in Borislav, Preben, Velibor, Czcibor e Dalibor, mentre il secondo è presente nei nomi Milivoj e Wojciech.

## Onomastico
Nessun santo porta il nome Bořivoj, che è quindi adespota; l'onomastico si può festeggiare il 1º novembre, giorno di Ognissanti.

## Persone

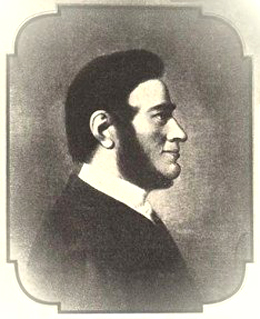
Karel Bořivoj Presl

- Bořivoj I di Boemia, duca di Boemia
- Karel Bořivoj Presl, botanico e museologo ceco

### Variante Borivoje
- Borivoje Đorđević, calciatore jugoslavo
- Borivoje Grbić, fumettista e illustratore serbo
- Borivoje Kostić, calciatore jugoslavo